# La Mata (Sant Pere de Ribes)
La Mata és una obra de Sant Pere de Ribes (Garraf) protegida com a Bé Cultural d'Interès Local.

## Descripció
Masia situada a peu de la carretera de Barcelona a Valls, prop de l'Urbanització dels Cards. Està constituïda per diversos volums superposats de dos nivells d'alçat. El volum principal és de planta rectangular i té la coberta a dues vessants amb el carener perpendicular a la façana. En destaca un rellotge de sol pintat amb una capa de morter. Les obertures dels volums són d'arc pla arrebossat. L'acabat exterior és arrebossat i pintat de color blanc. El revestiment dels murs és arrebossat i pintat de color blanc. Dins de la finca hi ha una mata o llentiscle monumental i un aljub.

## Història
Els orígens d'aquesta masia són força desconeguts. En el fogatge de Vilanova de l'any 1553 hi consta el nom Matha, que podria correspondre's a aquest mas. Tanmateix, algunes fonts apunten a que antigament la masia era coneguda com el Corral Nou, i que fou vers el segle xviii que comença a anomenar-se de les dues formes, amb motiu de l'antic llentiscle que hi ha a la finca. Segons consta en el llibre d'Apeo de l'any 1847, el Corral Nou pertanyia a Francisco Bufill de Vilanova, fins que l'any 1856 la va comprar Antoni Esquirol. En el mateix document hi consta la partida de la Mata, també propietat d'Antoni Esquirol.